# Raúl Gómez Jattin
Raúl del Cristo Gómez Jattin (Cartagena de Indias, 31 de mayo de 1945-Cartagena de Indias, 22 de mayo de 1997) fue un poeta colombiano de ascendencia siria.

## Biografía
Poeta colombiano nacido en Cartagena de Indias en 1945. Hijo de padre colombiano y madre libanesa, su infancia transcurrió en Cereté y otros pueblos del norte de Colombia. Al terminar los estudios escolares fue enviado a Bogotá para iniciar la carrera de Derecho, suspendida después de incursionar en el teatro y en el estudio de la cultura griega.
Después de algunos años, regresó a Cereté, donde inició su carrera poética. Publicó su primer libro a la edad de 35 años bajo el título "Poemas".
"Tríptico Cereteano", "Hijos del tiempo", "El esplendor de la mariposa" y "El libro de la locura", contienen el resto de su obra. 
Los últimos diez años de su vida transcurrieron en Cartagena. Dictaba talleres de teatro y poesía en el Museo de Arte Moderno y en la Universidad de Cartagena. En esta época, sufrió múltiples crisis maníacas y depresivas severas al agravarse su trastorno bipolar debido al abuso de sustancias psicoactivas. Sumido en la indigencia total, falleció arrollado por un vehículo en Cartagena en mayo de 1997.

## Obras de poesía contemporánea

### Poesía
- Poemas (1981)
- Tríptico cereteano (1988)
- Poesía 1980-1989 (1989)
- Retratos (1992)[3]
- Amanecer en el Valle del Sinú
- Del amor
- Hijos del tiempo
- Esplendor de la mariposa (1993).
- Libro de la locura (2000)
- Los poetas, amor mío... (2000) -Libro póstumo-.

### Antologías y recopilaciones
- Raúl Gómez Jattin. Amanecer en el Valle del Sinú: antología poética. Colombia: FCE, 2004.
- Raúl Gómez Jattin. Amanecer en el Valle del Sinú: Antología Poética. Pre-Textos. Valencia. 2006. ISBN 84-8191-734-6